# 堀親蔵
堀 親蔵（ほり ちかただ、正徳5年12月18日（1716年1月12日） - 延享3年2月13日（1746年4月3日））は、信濃飯田藩の第6代藩主。信濃飯田藩堀家7代。
第4代藩主堀親賢の次男。母は井上甚五左衛門の娘（自涼院）。正室は加藤嘉矩の娘。子は堀親長（長男）、堀親豊（次男）、座光寺為明（三男）、有馬氏恒（四男）、堀親褒（五男）、安西親表（七男）、遠藤常郷（九男）、娘（戸田氏之正室のち石川総恒継々室）、娘（近藤政方正室のち藤枝教忠室）、娘（小笠原長孝室）、娘（竹内惟久室）。幼名・興之丞。官位は従五位下、右衛門佐、美作守、大和守。
享保13年（1728年）、兄で5代藩主の親庸が跡継ぎを儲けぬまま死去したため、養子となって家督を相続した。延享3年（1746年）死去した。跡を長男の親長が継いだ。

## 系譜
父母
- 堀親賢（実父）
- 自涼院 - 井上甚五左衛門の娘、側室（実母）
- 堀親庸（養父） - 親賢の長男

正室
- 加藤嘉矩の娘

側室
- 慈眼院 - 勅使河原直信の妹

子女
- 堀親長（長男） 生母は慈眼院
- 堀親豊（次男）
- 座光寺為明（三男）
- 有馬氏恒（四男）
- 堀親褒（五男）
- 安西親表（七男）
- 遠藤常郷（九男）
- 戸田氏之正室、のち石川総恒継々室
- 近藤政方正室、のち藤枝教忠室
- 小笠原長孝室
- 竹内惟久室